# Lucio Battisti (альбом)
Lucio Battisti — дебютный студийный альбом итальянского певца и автора песен Лучо Баттисти, выпущенный 5 марта 1969 года на лейбле Dischi Ricordi.
Альбом состоит, из песен, написанных парой Баттисти — Могол для других исполнителей («29 Settembre» и «Per una lira»), и частично из его собственной дискографии («Un’avventura», представленная в Сан-Ремо, «Non é Francesca» и «Balla Linda»).

## Список композиций
| №  | Название                                        | Текст песни | Музыка                          | Длительность |
| -- | ----------------------------------------------- | ----------- | ------------------------------- | ------------ |
| 1. | «Un’avventura»                                  | Могол       | Лучо Баттисти                   | 3:10         |
| 2. | «29 settembre»                                  | Могол       | Лучо Баттисти, Ренато Анджолини | 3:29         |
| 3. | «La mia canzone per Maria»                      | Могол       | Лучо Баттисти                   | 3:10         |
| 4. | «Nel sole, nel vento, nel sorriso e nel pianto» | Могол       | Лучо Баттисти                   | 2:45         |
| 5. | «Uno in più»                                    | Могол       | Лучо Баттисти, Ренато Анджолини | 3:43         |
| 6. | «Non è Francesca»                               | Могол       | Лучо Баттисти                   | 3:55         |

| №  | Название                | Текст песни | Музыка                          | Длительность |
| -- | ----------------------- | ----------- | ------------------------------- | ------------ |
| 1. | «Balla Linda»           | Могол       | Лучо Баттисти                   | 3:06         |
| 2. | «Per una lira»          | Могол       | Лучо Баттисти, Ренато Анджолини | 2:27         |
| 3. | «Prigioniero del mondo» | Могол       | Карло Донидо Лабати             | 3:26         |
| 4. | «Io vivrò (senza te)»   | Могол       | Лучо Баттисти                   | 3:56         |
| 5. | «Nel cuore, nell’anima» | Могол       | Лучо Баттисти                   | 2:21         |
| 6. | «Il vento»              | Могол       | Лучо Баттисти                   | 3:31         |

## Участники записи
- Лучо Баттисти — вокал, гитара, фортепиано, аранжировки
- Джованни Томмазо[итал.] — бас-гитара
- Деметрио Стратос[итал.] — орган
- Анхель Сальвадор — бас-гитара
- Джанни Даль’Альо[итал.] — барабаны
- Винче Темпера[итал.] — фортепиано
- Дамьяно Даттоли[итал.] — бас-гитара
- Франц Ди Чоччо[итал.] — барабаны
- Джорджио Бенаккьо[итал.] — гитара
- Маурицио Ванделли[итал.] — гитара, бэк-вокал
- Дэйв Самнер — гитара
- Натале Массара[итал.] — саксофон
- I 4 + 4 di Nora Orlandi[итал.] — бэк-вокал
- Джан Пьеро Ревербьери[итал.] — аранжировки
- Детто Мариано — аранжировки

## Сертификации и продажи
| Регион                                                       | Сертификация | Продажи |
| ------------------------------------------------------------ | ------------ | ------- |
| Италия (FIMI) · Продажи с 2009 года                          | Золотой      | 25 000* |
| * Данные о продажах приведены только на основе сертификации. |              |         |